# Leptotyphlus kovaci
A Leptotyphlus kovaci a rovarok (Insecta) osztályának a bogarak (Coleoptera) rendjéhez, ezen belül a mindenevő bogarak (Polyphaga) alrendjéhez és a holyvafélék (Staphylinidae) családjához tartozó endemikus faj. A szlovákiai Ardói-barlangból írták le 3 példány (egy hím, két nőstény) alapján, melyeket Makranczy György gyűjtött 2009-ben, a barlang bejáratánál lévő talaj átmosásával.
Az új faj bizonyító példányai a Magyar Természettudományi Múzeumban vannak elhelyezve.